# 18857 Lalchandani
18857 Lalchandani (1999 RE117) là một tiểu hành tinh vành đai chính được phát hiện ngày 9 tháng 9 năm 1999 bởi nhóm nghiên cứu tiểu hành tinh gần Trái Đất phòng thí nghiệm Lincoln ở Socorro.